# Latiblattella vitrea
Latiblattella vitrea är en kackerlacksart som först beskrevs av Brunner von Wattenwyl 1865.  Latiblattella vitrea ingår i släktet Latiblattella och familjen småkackerlackor. Inga underarter finns listade i Catalogue of Life.